# Equipo de Fed Cup de Kazajistán
El equipo kazajo de Fed Cup es el representante de Kazajistán en dicha competición internacional. Su organización está a cargo de la Federación de Tenis de Kazajistán. Actualmente compite en el Grupo I de la Zona de Asia/Oceanía.
Hasta 1991, las jugadoras de tenis nacidas en territorio kazajo representaban al equipo de la Unión Soviética. El debut de Kazajistán en la máxima competición femenina por equipos fue en 1995.

## Historia
Kazajistán se independizó de la Unión Soviética en diciembre de 1991. Antes de esa fecha, las tenistas nacidas en Kazajistán representaban al equipo soviético. En 1995, Kazajistán participó por primera vez en la Fed Cup, integrándose al Grupo I de la Zona de Asia/Oceanía. Su primera serie fue una victoria 3-0 sobre Nueva Zelanda, mas luego, ese mismo año, perdería ante Corea del Sur y Tailandia, por lo que no lograría ascender pero tampoco descendería. Las tres series fueron jugadas por dos tenistas jóvenes: Irina Selyutina y Tatiana Babina (que con el correr de los años, se volvería una frecuente jugadora de ese torneo), de 15 y 16 años, respectivamente.
Al año siguiente, en 1996, Selyutina dejaría el equipo y se sumaría uno de los máximos exponentes de Kazajistán en Fed Cup: Alissa Velts. A lo largo de las ediciones de la competición, Velts se volvería la tenista kazaja con más partidos (36) y series jugadas (21). 
En 1997, Kazajistán descendería por primera vez al perder el playoff por la permanencia contra Nueva Zelanda en Wellington, por lo que al año próximo debería disputar la Zona de Asia/Oceanía II. En 1998, una derrota inicial ante Tayikistán le privaría de volver al Grupo I continental, por lo que debería permanecer en esa categoría oto años más. En 1999, Kazajistán recuperaría la categoría al vencer a ese mismo rival, Tayikistán por 3-0 (penúltima para Babina).
Tras lograr el ascenso al Grupo I en Fed Cup 2000, y mantenerlo para 2001 con una forzada victoria ante Hong Kong en la primera serie del año por el dúo de Alisse y Valeria Khazova (su debut) en el dobles, comenzaría un tiempo de vaivenes en que ascender y descender entre el Grupo I y II de la zona continental sería frecuente. En 2001, sufriría un nuevo descenso para disputar la Zona II en 2002, en la que arrasaría ese mismo año (último para Alisse) para ascender para 2003. Ese año perdería las cinco series que jugó ganando un solo partido ante Malasia y descendería para 2004. Un nuevo ascenso al Grupo I tendría lugar ese año (debut de Yekaterina Morozova) sin ceder un solo partido y apenas un set en cuatro series. En 2005, vería un nuevo descenso para 2006, pero en ese año garantizaría su presencia en la Zona I en 2007. Para 2008, Kazajistán se encontraría de nuevo en la Zona II.
Tras pasar el 2008 y 2009 en el Grupo II, este último año el equipo kazajo se renovaría: las tenistas de origen ruso Yaroslava Shvedova y Galina Voskoboeva comenzarían a representar a Kazajistán en Fed Cup. Ellas serían las responsables de la vuelta del equipo nacional al Grupo I de Asia/Oceanía en 2010, y de consolidarlo allí.
En 2010, Kazajistán totalizaría tres victorias ante equipos como Uzbekistán, Corea del Sur y Tailandia, rivales contra los que poseía historial negativo. En 2011, le ganaría por primera vez a China Taipéi (después de cinco derrotas), pero una derrota inicial contra Japón le designaría jugar el partido por el tercer lugar. Ese mismo año, también comenzaría a participar por Kazajistán la tenista búlgara Sesil Karatantcheva.
En 2012 (en Shenzhen), el equipo de Shvedova, Voskoboeva y Karatantcheva (las tres que lograron estar entre las cien mejores tenistas del mundo) se impondría a Indonesia, Corea del Sur y Tailandia y jugaría, por primera vez, la final del Grupo I y la posibilidad de disputar un playoff para ascender al Grupo Mundial II ante China. Sin embargo, el conjunto local contaba con jugadoras como Li Na y Shuai Peng, por lo que la victoria no fue posible. Sin embargo, tanto Voskoboeva como Shevedova lograron forzar un tercer set a dos tenistas ubicadas entre las veinte mejores del mundo. 
En 2013 se sumó al equipo Ksenia Pervak, otra Top 100 de origen ruso. Ella, junto a Shvedova serían las encargadas de disputar los partidos de individuales, mientras que Shvedova/Voskoboeva sería la pareja de dobles. El Grupo I de Asia/Oceanía por primera vez se jugaría en territorio kazajo, más precisamente en Astana. Tras doblegar a India y Tailandia, la victoria ante Uzbekistán en la final zonal definida en el dobles le daría a Kazajistán su primera oportunidad de disputar los playoff para ascender al Grupo Mundial II. Allí Kazajistán cayó derrotada por 4-1 ante Francia de visitante, no logrando así el objetivo del ascenso.
Al año siguiente, Kazajistán nuevamente no logró el ascenso, al terminar segundo en la fase de grupos del Grupo I Asia/Oceanía, ganando 3-0 a Indonesia y perdiendo 1-2 ante Tailandia.

## Participación en el torneo

### 1991-2000
| #  | Edición | Instancia             | Categoría       | Sede        | Superficie | Techo       | Resultado | Rival         | Detalle                                                                                                   |
| -- | ------- | --------------------- | --------------- | ----------- | ---------- | ----------- | --------- | ------------- | --- |
| 1  | 1995    | Fase de grupos        | Asia/Oceanía I  | Seúl        | Arcilla    | Descubierto | 3-0       | Nueva Zelanda | Detalle (enlace roto disponible en Internet Archive; véase el historial, la primera versión y la última). |
| 2  | 1995    | Fase de grupos        | Asia/Oceanía I  | Seúl        | Arcilla    | Descubierto | 0-3       | Corea del Sur | Detalle                                                                                                   |
| 3  | 1995    | Fase de grupos        | Asia/Oceanía I  | Seúl        | Arcilla    | Descubierto | 0-3       | Tailandia     | Detalle                                                                                                   |
| 4  | 1996    | Fase de grupos        | Asia/Oceanía I  | Chiang Mai  | Dura       | Descubierto | 0-2       | Tailandia     | Detalle                                                                                                   |
| 5  | 1996    | Fase de grupos        | Asia/Oceanía I  | Chiang Mai  | Dura       | Descubierto | 2-1       | Filipinas     | Detalle                                                                                                   |
| 6  | 1996    | Fase de grupos        | Asia/Oceanía I  | Chiang Mai  | Dura       | Descubierto | 0-3       | China         | Detalle                                                                                                   |
| 7  | 1997    | Fase de grupos        | Asia/Oceanía I  | Wellington  | Dura       | Descubierto | 0-3       | China         | Detalle                                                                                                   |
| 8  | 1997    | Fase de grupos        | Asia/Oceanía I  | Wellington  | Dura       | Descubierto | 1-2       | Tailandia     | Detalle                                                                                                   |
| 9  | 1997    | Fase de grupos        | Asia/Oceanía I  | Wellington  | Dura       | Descubierto | 1-2       | Hong Kong     | Detalle (enlace roto disponible en Internet Archive; véase el historial, la primera versión y la última). |
| 10 | 1997    | Permanencia Grupo I   | Asia/Oceanía I  | Wellington  | Dura       | Descubierto | 0-3       | Nueva Zelanda | Detalle                                                                                                   |
| 11 | 1998    | Fase de grupos        | Asia/Oceanía II | Samutpakarn | Dura       | Descubierto | 1-2       | Tayikistán    | Detalle                                                                                                   |
| 12 | 1998    | Fase de grupos        | Asia/Oceanía II | Samutpakarn | Dura       | Descubierto | 3-0       | Siria         | Detalle (enlace roto disponible en Internet Archive; véase el historial, la primera versión y la última). |
| 13 | 1998    | Fase de grupos (Pos.) | Asia/Oceanía II | Samutpakarn | Dura       | Descubierto | 0-2       | Malasia       | Detalle                                                                                                   |
| 14 | 1998    | Fase de grupos (Pos.) | Asia/Oceanía II | Samutpakarn | Dura       | Descubierto | 2-0       | Pakistán      | Detalle                                                                                                   |
| 15 | 1999    | Fase de grupos        | Asia/Oceanía II | Samutpakarn | Dura       | Descubierto | 3-0       | Malasia       | Detalle                                                                                                   |
| 16 | 1999    | Fase de grupos        | Asia/Oceanía II | Samutpakarn | Dura       | Descubierto | 1-2       | Singapur      | Detalle                                                                                                   |
| 17 | 1999    | Ascenso Grupo I       | Asia/Oceanía II | Samutpakarn | Dura       | Descubierto | 3-0       | Tayikistán    | Detalle                                                                                                   |
| 18 | 2000    | Fase de grupos        | Asia/Oceanía I  | Osaka       | Dura       | Descubierto | 2-1       | Hong Kong     | Detalle                                                                                                   |
| 19 | 2000    | Fase de grupos        | Asia/Oceanía I  | Osaka       | Dura       | Descubierto | 0-2       | Tailandia     | Detalle                                                                                                   |
| 20 | 2000    | Fase de grupos        | Asia/Oceanía I  | Osaka       | Dura       | Descubierto | 0-3       | India         | Detalle                                                                                                   |
| 21 | 2000    | Fase de grupos        | Asia/Oceanía I  | Osaka       | Dura       | Descubierto | 0-3       | Japón         | Detalle                                                                                                   |

### 2001-2010
| #  | Edición | Instancia            | Categoría       | Sede         | Superficie | Techo       | Resultado | Rival           | Detalle                                                                                                   |
| -- | ------- | -------------------- | --------------- | ------------ | ---------- | ----------- | --------- | --------------- | --- |
| 22 | 2001    | Fase de grupos       | Asia/Oceanía I  | Kaohsiung    | Dura       | Descubierto | 0-3       | China           | Detalle                                                                                                   |
| 23 | 2001    | Fase de grupos       | Asia/Oceanía I  | Kaohsiung    | Dura       | Descubierto | 0-3       | Uzbekistán      | Detalle                                                                                                   |
| 24 | 2001    | Fase de grupos       | Asia/Oceanía I  | Kaohsiung    | Dura       | Descubierto | 0-3       | China Taipéi    | Detalle                                                                                                   |
| 25 | 2001    | Fase de grupos       | Asia/Oceanía I  | Kaohsiung    | Dura       | Descubierto | 0-3       | Tailandia       | Detalle                                                                                                   |
| 26 | 2002    | Fase de grupos       | Asia/Oceanía II | Guangzhou    | Dura       | Descubierto | 3-0       | Océano Pacífico | Detalle                                                                                                   |
| 27 | 2002    | Fase de grupos       | Asia/Oceanía II | Guangzhou    | Dura       | Descubierto | 3-0       | Singapur        | Detalle                                                                                                   |
| 28 | 2002    | Fase de grupos       | Asia/Oceanía II | Guangzhou    | Dura       | Descubierto | 3-0       | Siria           | Detalle                                                                                                   |
| 29 | 2002    | Fase de grupos       | Asia/Oceanía II | Guangzhou    | Dura       | Descubierto | 1-2       | Malasia         | Detalle                                                                                                   |
| 30 | 2003    | Fase de grupos       | Asia/Oceanía I  | Tokio        | Dura       | Descubierto | 1-2       | Malasia         | Detalle                                                                                                   |
| 31 | 2003    | Fase de grupos       | Asia/Oceanía I  | Tokio        | Dura       | Descubierto | 0-3       | Indonesia       | Detalle                                                                                                   |
| 32 | 2003    | Fase de grupos       | Asia/Oceanía I  | Tokio        | Dura       | Descubierto | 0-2       | China Taipéi    | Detalle                                                                                                   |
| 33 | 2003    | Fase de grupos       | Asia/Oceanía I  | Tokio        | Dura       | Descubierto | 0-3       | Tailandia       | Detalle                                                                                                   |
| 34 | 2003    | Fase de grupos       | Asia/Oceanía I  | Tokio        | Dura       | Descubierto | 0-2       | Uzbekistán      | Detalle                                                                                                   |
| 35 | 2004    | Fase de grupos       | Asia/Oceanía II | Nueva Delhi  | Dura       | Descubierto | 3-0       | Océano Pacífico | Detalle                                                                                                   |
| 36 | 2004    | Fase de grupos       | Asia/Oceanía II | Nueva Delhi  | Dura       | Descubierto | 3-0       | Turkmenistán    | Detalle                                                                                                   |
| 37 | 2004    | Fase de grupos       | Asia/Oceanía II | Nueva Delhi  | Dura       | Descubierto | 3-0       | Siria           | Detalle                                                                                                   |
| 38 | 2004    | Fase de grupos       | Asia/Oceanía II | Nueva Delhi  | Dura       | Descubierto | 3-0       | Singapur        | Detalle                                                                                                   |
| 39 | 2005    | Fase de grupos       | Asia/Oceanía I  | Nueva Delhi  | Dura       | Descubierto | 0-3       | China           | Detalle                                                                                                   |
| 40 | 2005    | Fase de grupos       | Asia/Oceanía I  | Nueva Delhi  | Dura       | Descubierto | 0-3       | India           | Detalle                                                                                                   |
| 41 | 2005    | Fase de grupos       | Asia/Oceanía I  | Nueva Delhi  | Dura       | Descubierto | 2-1       | Singapur        | Detalle                                                                                                   |
| 42 | 2005    | Permanencia Grupo I  | Asia/Oceanía I  | Nueva Delhi  | Dura       | Descubierto | 0-2       | China Taipéi    | Detalle                                                                                                   |
| 43 | 2006    | Fase de grupos       | Asia/Oceanía II | Seúl         | Dura       | Descubierto | 2-0       | Siria           | Detalle                                                                                                   |
| 44 | 2006    | Fase de grupos       | Asia/Oceanía II | Seúl         | Dura       | Descubierto | 0-2       | Hong Kong       | Detalle                                                                                                   |
| 45 | 2006    | Fase de grupos       | Asia/Oceanía II | Seúl         | Dura       | Descubierto | 2-1       | Singapur        | Detalle (enlace roto disponible en Internet Archive; véase el historial, la primera versión y la última). |
| 46 | 2007    | Fase de grupos       | Asia/Oceanía I  | Christchurch | Dura       | Descubierto | 0-3       | India           | Detalle                                                                                                   |
| 47 | 2007    | Fase de grupos       | Asia/Oceanía I  | Christchurch | Dura       | Descubierto | 0-3       | China Taipéi    | Detalle                                                                                                   |
| 48 | 2007    | Fase de grupos       | Asia/Oceanía I  | Christchurch | Dura       | Descubierto | 3-0       | Jordania        | Detalle                                                                                                   |
| 49 | 2007    | Fase de grupos       | Asia/Oceanía I  | Christchurch | Dura       | Descubierto | 0-3       | Nueva Zelanda   | Detalle                                                                                                   |
| 50 | 2007    | Séptimo lugar (Pos.) | Asia/Oceanía I  | Christchurch | Dura       | Descubierto | 0-3       | Corea del Sur   | Detalle                                                                                                   |
| 51 | 2008    | Fase de grupos       | Asia/Oceanía II | Bangkok      | Dura       | Descubierto | 3-0       | Turkmenistán    | Detalle                                                                                                   |
| 52 | 2008    | Fase de grupos       | Asia/Oceanía II | Bangkok      | Dura       | Descubierto | 3-0       | Sri Lanka       | Detalle                                                                                                   |
| 53 | 2008    | Fase de grupos       | Asia/Oceanía II | Bangkok      | Dura       | Descubierto | 3-0       | Singapur        | Detalle                                                                                                   |
| 54 | 2008    | Final (Ascenso)      | Asia/Oceanía II | Bangkok      | Dura       | Descubierto | 0-2       | Corea del Sur   | Detalle                                                                                                   |
| 55 | 2009    | Fase de grupos       | Asia/Oceanía II | Perth        | Dura       | Descubierto | 3-0       | Singapur        | Detalle                                                                                                   |
| 56 | 2009    | Fase de grupos       | Asia/Oceanía II | Perth        | Dura       | Descubierto | 3-0       | Irán            | Detalle                                                                                                   |
| 57 | 2009    | Fase de grupos       | Asia/Oceanía II | Perth        | Dura       | Descubierto | 3-0       | Hong Kong       | Detalle (enlace roto disponible en Internet Archive; véase el historial, la primera versión y la última). |
| 58 | 2010    | Fase de grupos       | Asia/Oceanía I  | Kuala Lumpur | Dura       | Descubierto | 1-2       | China Taipéi    | Detalle                                                                                                   |
| 59 | 2010    | Fase de grupos       | Asia/Oceanía I  | Kuala Lumpur | Dura       | Descubierto | 2-1       | Tailandia       | Detalle                                                                                                   |
| 60 | 2010    | Fase de grupos       | Asia/Oceanía I  | Kuala Lumpur | Dura       | Descubierto | 2-1       | Uzbekistán      | Detalle                                                                                                   |
| 61 | 2010    | Tercer lugar (Pos.)  | Asia/Oceanía I  | Kuala Lumpur | Dura       | Descubierto | 2-1       | Corea del Sur   | Detalle                                                                                                   |

### 2011-2020
| #  | Edición | Instancia                                         | Categoría                                         | Sede        | Superficie | Techo       | Resultado | Rival         | Detalle                                                                                                   |
| -- | ------- | ------------------------------------------------- | ------------------------------------------------- | ----------- | ---------- | ----------- | --------- | ------------- | --- |
| 62 | 2011    | Fase de grupos                                    | Asia/Oceanía I                                    | Nonthaburi  | Dura       | Descubierto | 1-2       | Japón         | Detalle                                                                                                   |
| 63 | 2011    | Fase de grupos                                    | Asia/Oceanía I                                    | Nonthaburi  | Dura       | Descubierto | 3-0       | China Taipéi  | Detalle                                                                                                   |
| 64 | 2011    | Fase de grupos                                    | Asia/Oceanía I                                    | Nonthaburi  | Dura       | Descubierto | 2-1       | Corea del Sur | Detalle                                                                                                   |
| 65 | 2011    | Tercer lugar (Pos.)                               | Asia/Oceanía I                                    | Nonthaburi  | Dura       | Descubierto | 0-3       | Tailandia     | Detalle                                                                                                   |
| 66 | 2012    | Fase de grupos                                    | Asia/Oceanía I                                    | Shenzhen    | Dura       | Descubierto | 3-0       | Corea del Sur | Detalle                                                                                                   |
| 67 | 2012    | Fase de grupos                                    | Asia/Oceanía I                                    | Shenzhen    | Dura       | Descubierto | 3-0       | Indonesia     | Detalle                                                                                                   |
| 68 | 2012    | Fase de grupos                                    | Asia/Oceanía I                                    | Shenzhen    | Dura       | Descubierto | 2-1       | Tailandia     | Detalle                                                                                                   |
| 69 | 2012    | Final                                             | Asia/Oceanía I                                    | Shenzhen    | Dura       | Descubierto | 0-2       | China         | Detalle                                                                                                   |
| 70 | 2013    | Fase de grupos                                    | Asia/Oceanía I                                    | Astana      | Dura       | Cubierto    | 3-0       | India         | Detalle                                                                                                   |
| 71 | 2013    | Fase de grupos                                    | Asia/Oceanía I                                    | Astana      | Dura       | Cubierto    | 2-1       | Tailandia     | Detalle                                                                                                   |
| 72 | 2013    | Final                                             | Asia/Oceanía I                                    | Astana      | Dura       | Cubierto    | 2-1       | Uzbekistán    | Detalle                                                                                                   |
| 73 | 2013    | Playoff por ascenso al Grupo Mundial II           | Playoff por ascenso al Grupo Mundial II           | Besançon    | Dura       | Cubierta    | 1-4       | Francia       | Detalle                                                                                                   |
| 74 | 2014    | Fase de grupos                                    | Asia/Oceanía I                                    | Astana      | Dura       | Cubierto    | 3-0       | Indonesia     | Detalle                                                                                                   |
| 75 | 2014    | Fase de grupos                                    | Asia/Oceanía I                                    | Astana      | Dura       | Cubierto    | 1-2       | Tailandia     | Detalle                                                                                                   |
| 76 | 2014    | Tercer lugar (pos.)                               | Asia/Oceanía I                                    | Astana      | Dura       | Cubierto    | 2-0       | China         | Detalle                                                                                                   |
| 77 | 2015    | Fase de grupos                                    | Asia/Oceanía I                                    | Guangzhou   | Dura       | Descubierto | 2-1       | China         | Detalle                                                                                                   |
| 78 | 2015    | Fase de grupos                                    | Asia/Oceanía I                                    | Guangzhou   | Dura       | Descubierto | 2-1       | China Taipéi  | Detalle                                                                                                   |
| 79 | 2015    | Fase de grupos                                    | Asia/Oceanía I                                    | Guangzhou   | Dura       | Descubierto | 2-1       | Tailandia     | Detalle                                                                                                   |
| 80 | 2015    | Final                                             | Asia/Oceanía I                                    | Guangzhou   | Dura       | Descubierto | 0-2       | Japón         | Detalle                                                                                                   |
| 81 | 2016    | Fase de grupos                                    | Asia/Oceanía I                                    | Hua Hin     | Dura       | Descubierto | 3-0       | Corea del Sur | Detalle                                                                                                   |
| 82 | 2016    | Fase de grupos                                    | Asia/Oceanía I                                    | Hua Hin     | Dura       | Descubierto | 1-2       | China Taipéi  | Detalle                                                                                                   |
| 83 | 2016    | Fase de grupos                                    | Asia/Oceanía I                                    | Hua Hin     | Dura       | Descubierto | 0-3       | China         | Detalle                                                                                                   |
| 84 | 2016    | Quinto lugar (Pos.)                               | Asia/Oceanía I                                    | Hua Hin     | Dura       | Descubierto | 0-3       | India         | Detalle                                                                                                   |
| 85 | 2017    | Fase de grupos                                    | Asia/Oceanía I                                    | Astana      | Dura       | Cubierto    | 2-1       | Corea del Sur | Detalle                                                                                                   |
| 86 | 2017    | Fase de grupos                                    | Asia/Oceanía I                                    | Astana      | Dura       | Cubierto    | 3-0       | Tailandia     | Detalle                                                                                                   |
| 87 | 2017    | Final                                             | Asia/Oceanía I                                    | Astana      | Dura       | Cubierto    | 2-1       | Japón         | Detalle (enlace roto disponible en Internet Archive; véase el historial, la primera versión y la última). |
| 88 | 2017    | Playoff por ascenso al Grupo Mundial II           | Playoff por ascenso al Grupo Mundial II           | Montreal    | Dura       | Cubierto    | 2-3       | Canadá        | Detalle                                                                                                   |
| 89 | 2018    | Fase de grupos                                    | Asia/Oceanía I                                    | Nueva Delhi | Dura       | Cubierto    | 3-0       | Hong Kong     | Detalle                                                                                                   |
| 90 | 2018    | Fase de grupos                                    | Asia/Oceanía I                                    | Nueva Delhi | Dura       | Cubierto    | 2-1       | India         | Detalle                                                                                                   |
| 91 | 2018    | Fase de grupos                                    | Asia/Oceanía I                                    | Nueva Delhi | Dura       | Cubierto    | 3-0       | China         | Detalle                                                                                                   |
| 92 | 2018    | Final                                             | Asia/Oceanía I                                    | Nueva Delhi | Dura       | Cubierto    | 1-2       | Japón         | Detalle                                                                                                   |
| 93 | 2019    | Fase de grupos                                    | Asia/Oceanía I                                    | Astana      | Dura       | Cubierto    | 3-0       | Tailandia     | Detalle                                                                                                   |
| 94 | 2019    | Fase de grupos                                    | Asia/Oceanía I                                    | Astana      | Dura       | Cubierto    | 3-0       | India         | Detalle                                                                                                   |
| 95 | 2019    | Final                                             | Asia/Oceanía I                                    | Astana      | Dura       | Cubierto    | 2-1       | China         | Detalle                                                                                                   |
| 96 | 2019    | Playoff por el ascenso al Grupo Mundial II        | Playoff por el ascenso al Grupo Mundial II        | Londres     | Dura       | Cubierto    | 1-3       | Reino Unido   | Detalle                                                                                                   |
| 97 | 2020    | Playoff por la clasificación a las Finales        | Playoff por la clasificación a las Finales        | Cortrique   | Dura       | Cubierto    | 1-3       | Bélgica       | Detalle                                                                                                   |
| 98 | 2020    | Playoff por la permanencia en las Clasificatorias | Playoff por la permanencia en las Clasificatorias | San Juan    | -          | -           | -         | Argentina     | Detalle                                                                                                   |

## Estadísticas

### Cabeza a cabeza
| Rival           | Récord | En arcilla | En duras | En hierba | En carpeta | Local | Visitante | Neutral | Último enfrentamiento                           |
| --------------- | ------ | ---------- | -------- | --------- | ---------- | ----- | --------- | ------- | ----------------------------------------------- |
| Bélgica         | 0-1    | -          | 0-1      | -         | -          | -     | 0-1       | -       | Derrota por 1-3. (en Bélgica, 2020)             |
| Canadá          | 0-1    | -          | 0-1      | -         | -          | -     | 0-1       | -       | Derrota por 2-3. (en Canadá, 2017)              |
| China           | 4-6    | -          | 3-6      | 1-0       | -          | 2-0   | 1-1       | 1-5     | Victoria por 2-1. (en Kazajistán, 2019)         |
| China Taipéi    | 2-6    | -          | 2-6      | -         | -          | -     | 0-1       | 2-5     | Derrota por 1-2. (en Tailandia, 2016)           |
| Corea del Sur   | 5-3    | 0-1        | 5-2      | -         | -          | 1-0   | 0-1       | 4-2     | Victoria por 2-1. (en Kazajistán, 2017)         |
| Filipinas       | 1-0    | -          | 1-0      | -         | -          | -     | -         | 1-0     | Victoria por 2-1. (en Tailandia, 1996)          |
| Francia         | 0-1    | -          | 0-1      | -         | -          | -     | 0-1       | -       | Derrota por 4-1. (en Francia, 2013)             |
| Hong Kong       | 3-2    | -          | 3-2      | -         | -          | -     | -         | 3-2     | Victoria por 3-0. (en India, 2018)              |
| India           | 3-4    | -          | 3-4      | -         | -          | 2-0   | 1-1       | 0-3     | Victoria por 3-0. (en Kazajistán, 2019)         |
| Indonesia       | 2-1    | -          | 2-1      | -         | -          | 1-0   | -         | 1-1     | Victoria por 3-0. (en Kazajistán, 2014)         |
| Irán            | 1-0    | -          | 1-0      | -         | -          | -     | -         | 1-0     | Victoria por 3-0. (en Australia, 2009)          |
| Japón           | 1-4    | -          | 1-4      | -         | -          | 1-0   | 0-1       | 0-3     | Derrota por 1-2. (en India, 2018)               |
| Jordania        | 1-0    | -          | 1-0      | -         | -          | -     | -         | 1-0     | Victoria por 3-0. (en Nueva Zelanda, 2007)      |
| Malasia         | 1-3    | -          | 1-3      | -         | -          | -     | -         | 1-3     | Derrota por 1-2. (en Japón, 2003)               |
| Nueva Zelanda   | 1-2    | 1-0        | 0-2      | -         | -          | -     | 0-2       | 1-0     | Derrota por 0-3. (en Nueva Zelanda, 2007)       |
| Océano Pacífico | 2-0    | -          | 2-0      | -         | -          | -     | -         | 2-0     | Victoria por 3-0. (en India, 2004)              |
| Pakistán        | 1-0    | -          | 1-0      | -         | -          | -     | -         | 1-0     | Victoria por 2-0. (en Nueva Zelanda, 1998)      |
| Reino Unido     | 0-1    | -          | 0-1      | -         | -          | -     | 0-1       | -       | Derrota por 1-3. (en Reino Unido, 2019)         |
| Singapur        | 6-1    | -          | 6-1      | -         | -          | -     | -         | 6-1     | Victoria por 3-0. (en Australia, 2009)          |
| Siria           | 4-0    | -          | 4-0      | -         | -          | -     | -         | 4-0     | Victoria por 2-0. (en Corea del Sur, 2006)      |
| Sri Lanka       | 1-0    | -          | 1-0      | -         | -          | -     | -         | 1-0     | Victoria por 3-0. (en Tailandia, 2008)          |
| Tailandia       | 6-8    | 0-1        | 6-7      | -         | -          | 3-1   | 0-2       | 3-5     | Victoria por 3-0. (en Kazajistán, 2019)         |
| Tayikistán      | 1-1    | -          | 1-1      | -         | -          | -     | -         | 1-1     | Victoria por 3-0. (en Tailandia, 1999)          |
| Turkmenistán    | 2-0    | -          | 2-0      | -         | -          | -     | -         | 2-0     | Victoria por 3-0. (en Tailandia, 2008)          |
| Uzbekistán      | 2-2    | -          | 2-2      | -         | -          | 1-0   | -         | 1-2     | Victoria por 2-1. (en Kazajistán, 2013)         |
| Total           | 50-47  | 1-2        | 49-45    | -         | -          | 11-1  | 2-13      | 37-33   | Derrota vs. Bélgica por 1-3. (en Bélgica, 2020) |

### Por equipo
- Debut: 1995
- Años jugados: 26
- Años en Grupo Mundial: 1
- Años en la Zona de Asia/Oceanía I: 18
- Años en la Zona de Asia/Oceanía II: 7
- Series jugadas: 97
- Récord: 50-47
- Racha de series ganadas más larga: 4 victorias, 2004 (Océano Pacífico, Turkmenistán, Siria y Singapur) y 2014-2015 (China, China, China Taipéi, Tailandia)
- Racha de series perdidas más larga: 7 derrotas, 2000-2001 (Tailandia, India, Japón, China, Uzbekistán, China Taipéi y Tailandia).
- Serie más larga: 6 horas 31 minutos (vs. Francia, 2013).
- Partido más largo: 3 horas. (Lertcheewakarn (Tailandia) derrota a Voskoboeva por 5-7, 7-6(5), 6-1 -2011-).
- Partido con más games: 45 games (Velts derrota a Dimitrova (Tayikistán) por 4-6, 6-3, 14-12 -1998-).
- Set final más largo: 26 games (Velts derrota a Dimitrova (Tayikistán) por 4-6, 6-3, 14-12 -1998-).
- Victoria más aplastante: 6-0 en sets, 36-0 en juegos (vs. Irán, 2009)
- Derrota más abultada: 0-6 en sets, 4-36 en juegos (vs. Indonesia, 2003)

### Por jugadoras
- Jugadora más joven: Alissa Velts, 15 años, 29 días (20 de febrero de 1996)
- Jugadora más veterana: Galina Voskoboeva, 34 años, 123 días (20 de abril de 2019)
- Más partidos jugados: Galina Voskoboeva, 42.
- Más partidos jugados en individuales: Alissa Velts, 20.
- Más partidos jugados en dobles: Alissa Velts, 16.
- Pareja con más partidos jugados: Yaroslava Shvedova/Galina Voskoboeva, 13.
- Más partidos ganados: Galina Voskoboeva, 18-6.
- Más partidos ganados en individuales: Zarina Diyas, 14-5.
- Más partidos ganados en dobles Galina Voskoboeva, 20-7.
- Pareja con más partidos ganados: Yaroslava Shvedova/Galina Voskoboeva, 9-4.
- Jugadora con más series jugadas: Galina Voskoboeva, 32.
- Jugadora con más años jugados: Galina Voskoboeva, 9.